# De Grisogono
De Grisogono es una casa de alta joyería suiza fundada en Ginebra en 1993 por el especialista en diamantes negros italiano-libanés Fawaz Gruosi. El nombre italiano grisogono se deriva del latín chrysogonus que a su vez proviene del griego Chrysogonos (χρῡσό-γονος), que significa "engendrado de oro". La empresa presentó la solicitud de quiebra el 29 de enero de 2020. En 2022 fue comprada por el Grupo Damac de Dubái.

## Historia
En 2012, el accionista mayoritario de De Grisogono, Fawaz Gruosi, vendió su participación mayoritaria a SODIAM (rama comercial de la empresa estatal de diamantes de Angola), una empresa parcialmente controlada por la familia de José Eduardo dos Santos.
En 2017, De Grisogono se asoció con David y Lisa Klein, antiguos ejecutivos de Leviev.
"Creation I", un collar de De Grisogono, se vendió por casi 125 millones de dírhams en la subasta de Christie's de 2017.
En 2017, la empresa estableció un nuevo récord en la venta de joyas excepcionales de Christie's en Ginebra, cuando vendió el diamante de talla esmeralda más grande del mundo ofrecido en una subasta. La piedra D Flawless de 163,41 quilates, que se cortó a partir de una piedra en bruto de 404 quilates, se incorporó a un collar diseñado por Fawaz Gruosi. Se vendió por 33,5 millones de francos suizos, superando el récord anterior para un diamante D Flawless en casi cinco millones de francos suizos.
En enero de 2019, Fawaz Gruosi supuestamente dejó el consejo de administración de la empresa y su papel como diseñador jefe de De Grisogono. Céline Assimon fue nombrada directora general. El 29 de enero de 2020, De Grisogono se declaró en quiebra. En 2022 fue comprada por el Grupo Damac de Dubái. En agosto de 2024, SODIAM vendió sus acciones restantes en De Grisogono en un intento de desmantelar el imperio financiero de Dos Santos.

## Controversia sobre la familia Dos Santos
En 2012, el accionista mayoritario de De Grisogono, Fawaz Gruosi, vendió sus acciones a un grupo de inversores liderados por Isabel dos Santos, hija de José Eduardo dos Santos. La familia Dos Santos había comprado la empresa para crear una cadena de distribución vertical de diamantes Angola-Suiza, e hizo que SODIAM (brazo comercial de la empresa estatal de diamantes angoleña) invirtiera 120 millones de dólares en De Grisogono. La inversión aparentemente no tuvo impacto en las finanzas de la empresa, y las bonificaciones pagadas a la familia dos Santos se canalizaron a través de empresas fantasma en Malta y las Islas Vírgenes Británicas, donde la sociedad Victoria Holding Limited actuó como propietaria intermediaria de De Grisogono.
En enero de 2020, De Grisogono apareció en un informe sobre Isabel dos Santos realizado por el Consorcio Internacional de Periodistas de Investigación, como parte de su imperio empresarial.